# 莱鲁
莱鲁（法語：Lairoux，法語發音：[lɛʁu]）是法国卢瓦尔河地区大区旺代省的一个市镇，属于丰特奈勒孔特区。

## 地理
莱鲁（46°26'52"N, 1°16'1"W）面积13.19 平方千米，位于法国卢瓦尔河地区大区旺代省，该省份为法国西部沿海省份，北起大西洋卢瓦尔省和曼恩-卢瓦尔省，西临大西洋，南至滨海夏朗德省，东部及东南部与德塞夫勒省接壤。
与莱鲁接壤的市镇（或旧市镇、城区）包括：拉布勒托尼耶尔-拉克莱、沙奈、屈尔宗、滨海圣伯努瓦、圣但尼迪派雷。

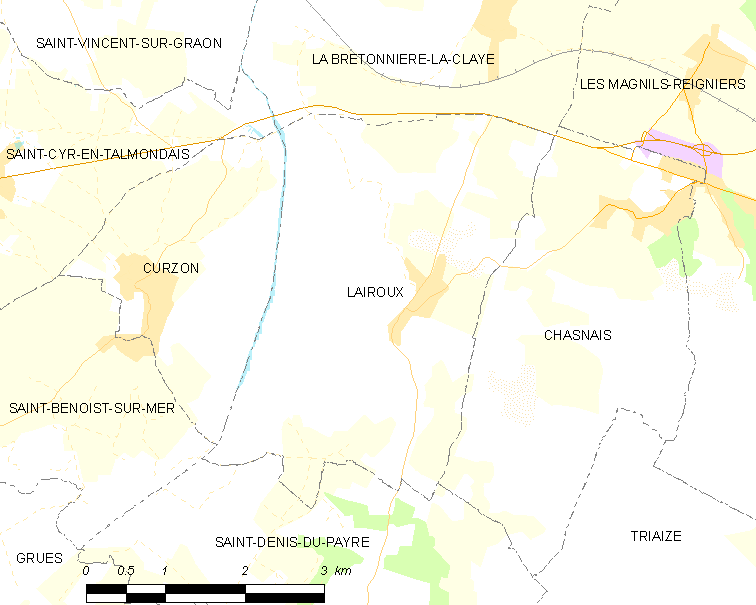
莱鲁的OSM定位图

莱鲁的时区为UTC+01:00、UTC+02:00（夏令时）。

## 行政
莱鲁的邮政编码为85400，INSEE市镇编码为85117。

## 政治
莱鲁所属的省级选区为吕松县。

## 人口

1962-2008年间莱鲁人口变化图示

莱鲁于2022年1月1日时的人口数量为601人。